# Cristóbal Ramírez de Cartagena
Cristóbal Ramírez de Cartagena (Corona española, ¿? - Lima, 1594) fue un licenciado en leyes y político español que estuvo provisionalmente a cargo del gobierno interino del Virreinato del Perú, como presidente de la Real Audiencia de Lima, de 1583 a 1585. 

## Biografía
Arribó a Lima al ser nombrado Relator de la Real Audiencia. Como esta institución no contaba aún con un reglamento orgánico, hizo un registro de las ordenanzas que la regían. 
En 1560, al iniciarse el gobierno del virrey conde de Nieva, fue sometido a juicio de residencia junto con otros magistrados y funcionarios de la Real Audiencia de Lima, quedando finalmente exento de todo cargo. 
En 1567 pasó a la Real Audiencia de Quito como oidor pero al año siguiente se le ordenó volver a Lima, donde asumió la función de fiscal. En 1573 ascendió a oidor y adoptó una actitud prudente en las relaciones de la Audiencia limeña con el virrey Francisco Álvarez de Toledo, pero protestó ante el Rey cuando aquel clausuró el colegio máximo regentado por los jesuitas en 1579. 
Por ese mismo tiempo entabló juicio de residencia al oidor Pedro Sánchez de Paredes por haber casado a su hijo de tres años con una niña de nueve, única hija de un rico encomendero. También abogó por la apertura del Tribunal  del Consulado.
Cuando falleció el virrey Martín Enríquez de Almansa, el 12 de marzo de 1583, Ramírez ya era Presidente de la Real Audiencia de Lima, por lo que debió encargarse interinamente del gobierno del Virreinato del Perú, que ejerció hasta la llegada del Virrey Conde de Villardompardo, el 11 de noviembre de 1585.

## Gobierno de la Audiencia (1583-1585)
El gobierno de la Audiencia de Lima presidido por su oidor decano Cristóbal Ramírez de Cartagena  y cuya autoridad abarcaba los territorios de las Audiencias de Quito, Charcas y Panamá, se desenvolvió no sin alguna oposición de la de Charcas, cuyos miembros aducían que no estaban sujetos a su jurisdicción. El mismo Rey tuvo que enviar nuevas cédulas para dejar en claro la sujeción de dichos organismos a la Audiencia de Lima.
Componían la Audiencia, además de su Presidente, los doctores Martín López de Recalde y Francisco Arteaga de Mendiola, y el licenciado Álvaro de Carvajal que hacía de Fiscal. Poco después se incorporaron el doctor Alonso Criado de Castilla y el licenciado Juan Bautista de Monzón.
El hecho que la Audiencia se hiciese cargo del gobierno del Virreinato tenía sus inconvenientes, no solo porque le distraía de su principal cometido, que era administrar justicia, sino por las incorrecciones que cometieron sus miembros en la provisión de cargos y corregimientos. Se otorgaron cargos a quienes no correspondían y el licenciado Monzón cayó en nepotismo, de manera tan escandalosa, a tal punto que, tras la llegada del nuevo virrey conde del Villardompardo, tuvo que ser remitido a España.
Otros sucesos importantes que ocurrieron durante este interregno fueron:
- Debido a la iniciativa del Concilio limense convocado por el Arzobispo de Lima Toribio de Mogrovejo se introdujo la imprenta en Lima, siendo esta la primera de América del Sur, pues México ya contaba con ella desde 1536. Para tal efecto se trajo desde México al impresor turinés Antonio Ricardo. El primer impreso fue una Pragmática de los Diez días del Año, estatuto que imponía en los actos de la vida civil la corrección introducida en el Calendario (reforma gregoriana). El segundo fue un libro de catecismo acordado en el Concilio para facilitar la labor evangelizadora: Doctrina Christiana y Catecismo (1584).
- Se estableció la Caja de Censos de Indias.